# John Murray Ø
John Murray Ø è un'isola disabitata della Groenlandia di 121 km². Si trova a 82°50'N 48°00'O; è situata nel Parco nazionale della Groenlandia nordorientale, fuori da qualsiasi comune.